# Awabakal
Les Awabakal (également appelés Awabagal) sont un peuple aborigène originaire de la côte est de la Nouvelle-Galles du Sud en Australie. 
Awaba est le nom aborigène du lac Macquarie. Awabakal signifie donc "les gens du lac Macquarie". Les Européens ont donné le nom d'Awaba à un hameau de la ville de Lac Macquarie au bord de l'Awaba. 
L’"Awabakal Newcastle autochtones Co-op", créé en 1976, est responsable des affaires autochtones de cette région. 
Selon Norman Tindale, au moment de l'arrivée ses Européens, les Awabakal étaient entourés par les Worimi au nord-est, les Wonnarua au nord-ouest et les Darkinjang à l'ouest et au sud.